# Făgăraș
Făgăraș (del húngaro: Fogaras) es una ciudad de Rumania en el distrito de Brașov.

## Geografía
Se encuentra a una altitud de 426 m sobre el nivel del mar, a 232 km de la capital, Bucarest.

## Historia
En 1310 se inició la construcción del castillo de Făgăraș.
En 1742 se contruyó la Iglesia franciscana de Făgăraş.

## Demografía
Según estimación 2012 contaba con una población de 46 532 habitantes.
| 1948  | 1956   | 1966   | 1977   | 1992   | 2002   | 2012   |
| 9 296 | 17 256 | 22 924 | 33 827 | 44 931 | 36 121 | 46 532 |